# Greenwood Lake
Der Greenwood Lake ist ein etwa 12 km langer See auf der Grenze zwischen den US-Bundesstaaten New Jersey und New York. Er befindet sich in West Milford (Passaic County) und Greenwood Lake (Orange County).
Der See wurde von den dort lebenden Munsee-Indianern Quampium genannt und erhielt von den Europäern, die um 1700 in die Gegend kamen, den Namen „Long Pond“. Schließlich erhielt der See seinen heutigen Namen Greenwood Lake. Im Jahr 1837 wurde ein Staudamm errichtet, um die Seefläche zu vergrößern und die Effektivität der Gewinnung von Wasserkraft zu verbessern.
Der so vergrößerte See begann, Ausflügler anzuziehen. Mehrere Dampfschiffe wurden auf dem See betrieben, darunter die von Greenwood Lake Transportation Company betriebenen Boote Arlington und Milford und der 1876 gebaute Schaufelraddampfer Montclair, der zwei Decks hatte und der Überlieferung nach 200 bis 400 Fahrgäste aufnehmen konnte.
Heute gibt es an dem See Wasserflugzeuge, einige Marinas und Uferrestaurants. Der direkt südlich des Sees liegende Greenwood Lake Airport verfügt über eine ausreichend lange Landebahn, um die Landung kleinerer Strahlflugzeuge zu ermöglichen.